# Salvador Abascal
Salvador Abascal (Morelia, Mèxic, 1910 – ?, 2000) va ser un polític mexicà considerat com d'extrema dreta i representant del sinarquisme.
Nascut dins una família terratinent, en part va ser educat en un seminari.
De ben jove va simpatitzar amb la Guerra dels Cristeros va pertànyer a una gran varietat d'organitzacions contrarevolucionàries catòliques durant la dècada de 1930. El 1937 s'afilià a la Unió Sinarquista Nacional la qual el 1940 estava en el seu apogeu, ja que tenia mig milió de membres. Acusat de Nazisme pels seus oponents, ell oficialment denuncià aquest sistema, tanmateix va ser notable el seu antisemitisme.
El 1941 va fundar una comuna sinarquista (que no va tenir èxit) a la Baixa Califòrnia.
Expulsat el 1944 del sinarquisme, hi retornà a partir de 1947. Per a l'any 1955 es va considerar la presentació de la seva candidatura com a president de la República mexicana però ell no ho va acceptar.